# Symulator życia
Symulator życia – komputerowa gra symulacyjna, w której zadaniem gracza jest kierowanie formami życia. Rozgrywka obraca się wokół pojedynczych osób i relacji między nimi, ale może też być symulacją całego ekosystemu. Gry z tego gatunku często dzieli się na następujące podgatunki:
- Symulacje biologiczne, które mogą zaznajomić gracza z zasadami genetyki, przetrwania w niekorzystnym środowisku i różnorakimi ekosystemami. Często są to gry edukacyjne.
- Symulatory socjalne, których rozgrywka skupia się na interakcjach między postaciami w grze. Przykładem jest seria The Sims.
- Symulatory zwierząt, skupiające się na interakcjach gracza z wirtualnym stworzeniem, mocno ograniczonych w stosunku do innych symulatorów. Przykłady to m.in. Viva Piñata i Nintendogs.